# انجمن خاورشناسی آلمان
انجمن خاورشناسی آلمان (به آلمانی: Deutsche Orient-Gesellschaft) (آلمانی: [ˈdɔʏtʃə ˈo:ʁi̯ɛnt ɡəˈzɛlʃaft])، به اختصار DOG، یک انجمن داوطلبانه آلمانی مستقر در برلین است که به مطالعه خاور نزدیک اختصاص دارد.
انجمن خاورشناسی آلمان (DOG) رسماً در ژانویه ۱۸۹۸ با هدف تقویت علاقه عمومی به آثار باستانی شرقی و ترویج تحقیقات باستان‌شناسی مرتبط تأسیس شد. این انجمن با سازمان‌های مشابه در فرانسه و انگلستان رقابت می‌کرد و منعکس‌کننده افزایش اشتیاق به یادگیری دربارهٔ سرزمین‌های کتاب مقدس در اواخر قرن نوزدهم بود. DOG بر فرهنگ‌های خاورمیانه از دوران باستان تا دوره اسلامی تمرکز داشت.
مؤسسان DOG شامل تعدادی از اعضای خوشنام جامعه آلمان، از جمله هنری جیمز سیمون و بانکدار فرانتس فون مندلسون بودند. ثروت آنها DOG را قادر ساخت تا حفاری‌های پرهزینه‌ای را در خاورمیانه انجام دهد. قیصر ویلهلم دوم به باستان‌شناسی علاقه پیدا کرد و از سال ۱۹۰۱ DOG را تحت حمایت خود قرار داد و حفاری‌ها را با کمک‌های مالی از بودجه‌های امپراتوری تأمین کرد. این انجمن رسماً یکی از زیرمجموعه‌های اداره موزه آلمان بود، بنابراین یافته‌های آن به‌طور خودکار به ایالت پروس تعلق داشت. علاوه بر این، فعالیت‌های آن با روابط دوستانه‌ای که بین امپراتوری‌های آلمان و عثمانی ایجاد شده بود، تسهیل می‌شد.
فعالیت‌های DOG با جنگ‌های جهانی مختل شد. DOG در سال ۱۹۴۷ دوباره تأسیس شد و صدمین سالگرد خود را در موزه پرگامون در برلین در سال ۱۹۹۸ جشن گرفت.

## نگارخانه
برخی از آثار حفاری شده انجمن خاورشناسی آلمان در تل العمارنا، مصر، بین سال‌های ۱۹۱۱–۱۹۱۴ عبارتند از:

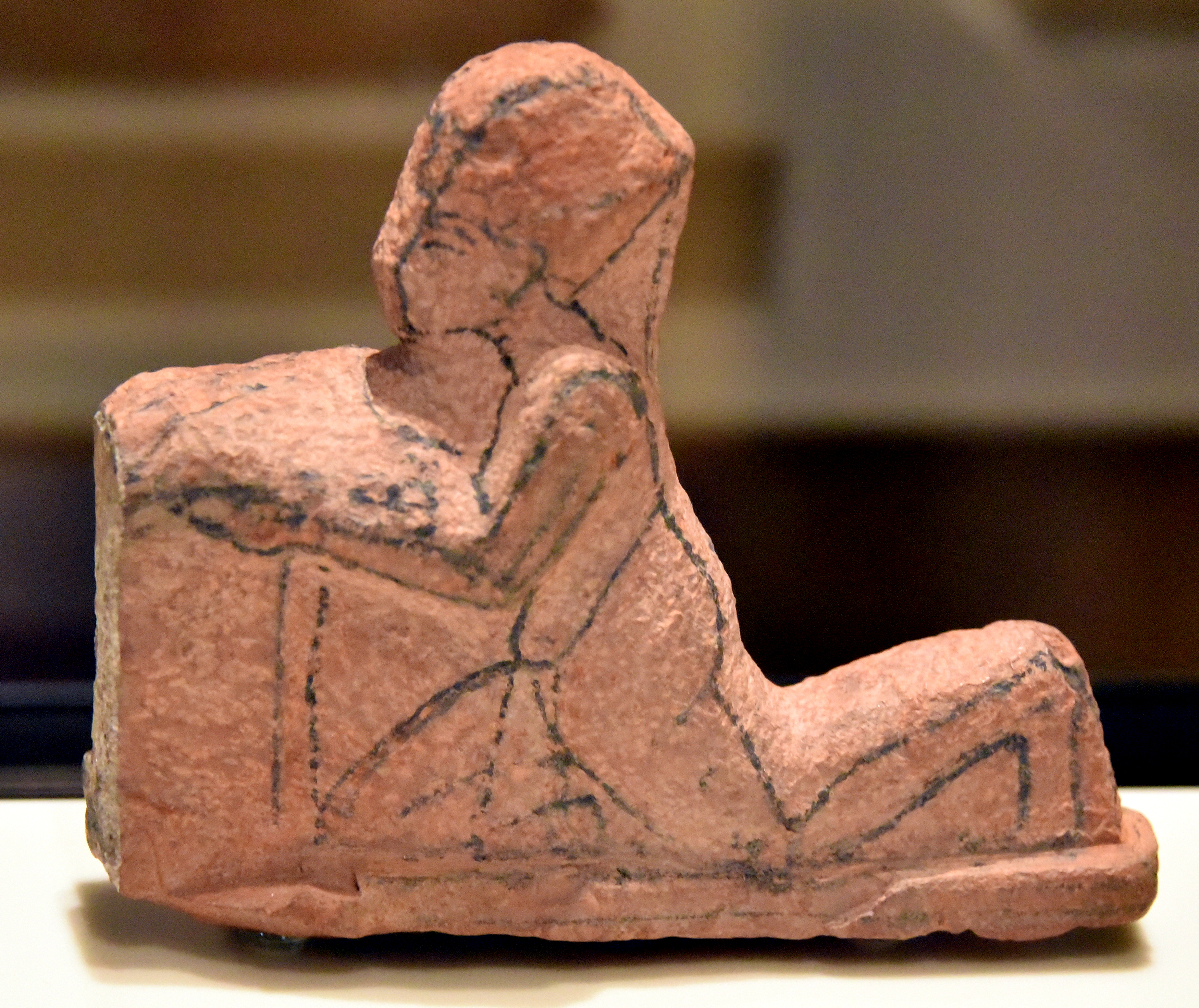
مجسمه ناتمام فرعون مصری زانو زده که میزی در دست دارد. از آمارنا، خانه P47.1، اتاق ۵. موزه Neues، برلین
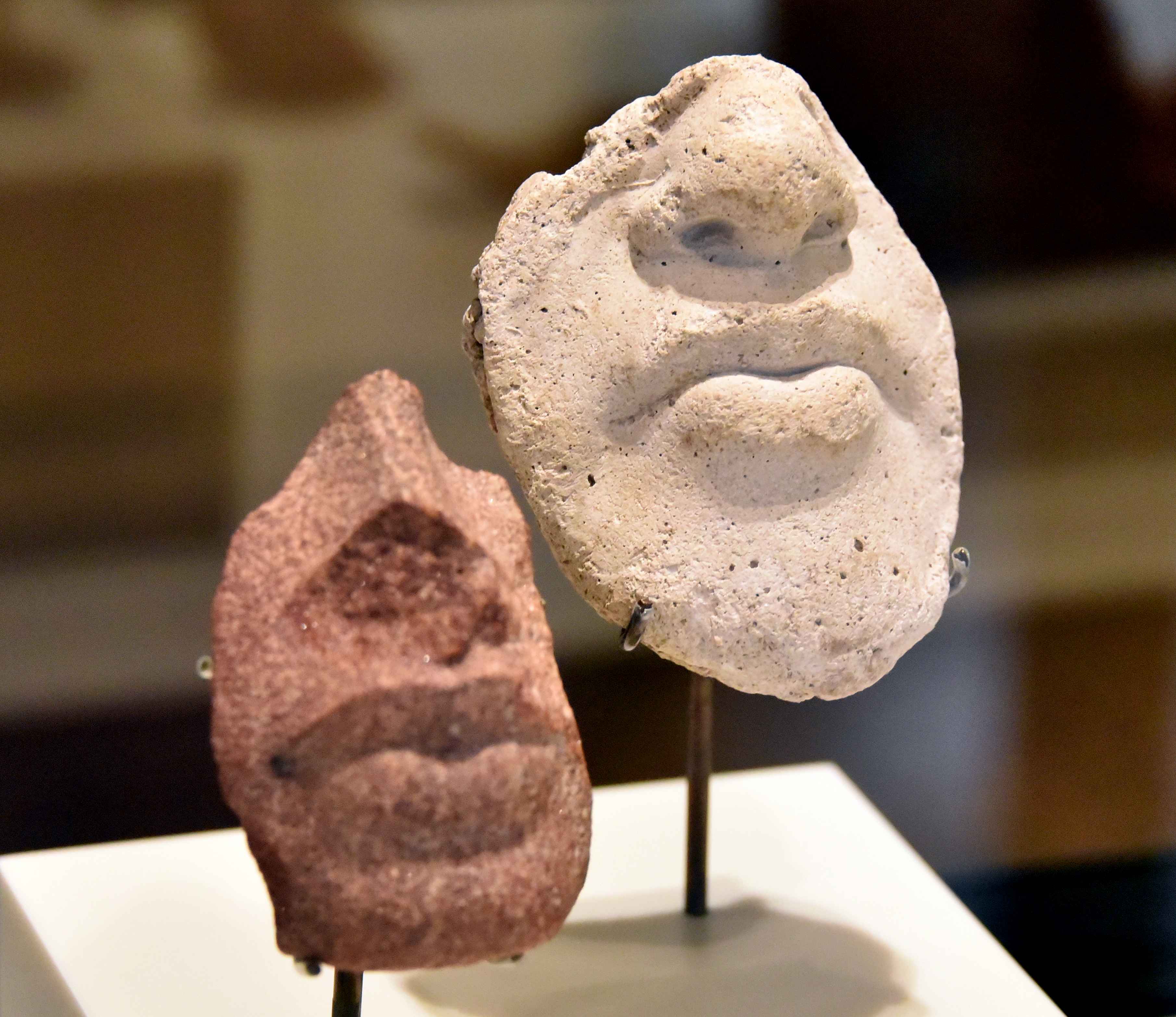
تکه‌هایی از پرتره سلطنتی، شقیقه بینی و لب. از مصر، آمارنا، موزه Neues، برلین
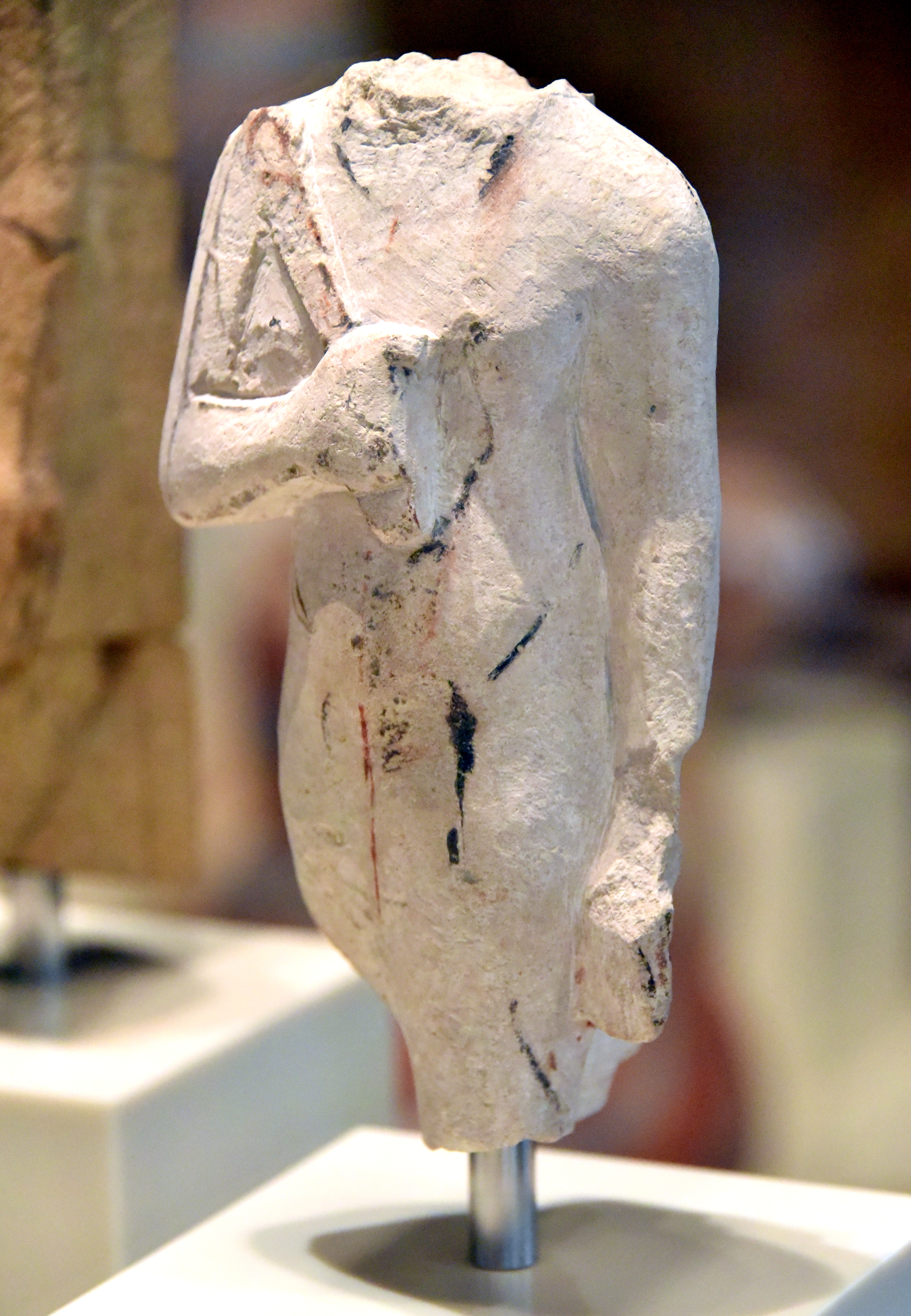
مجسمه ناتمام یک فرعون آمارنا. از مصر، آمارنا، خانه P47.2، موزه Neues، برلین
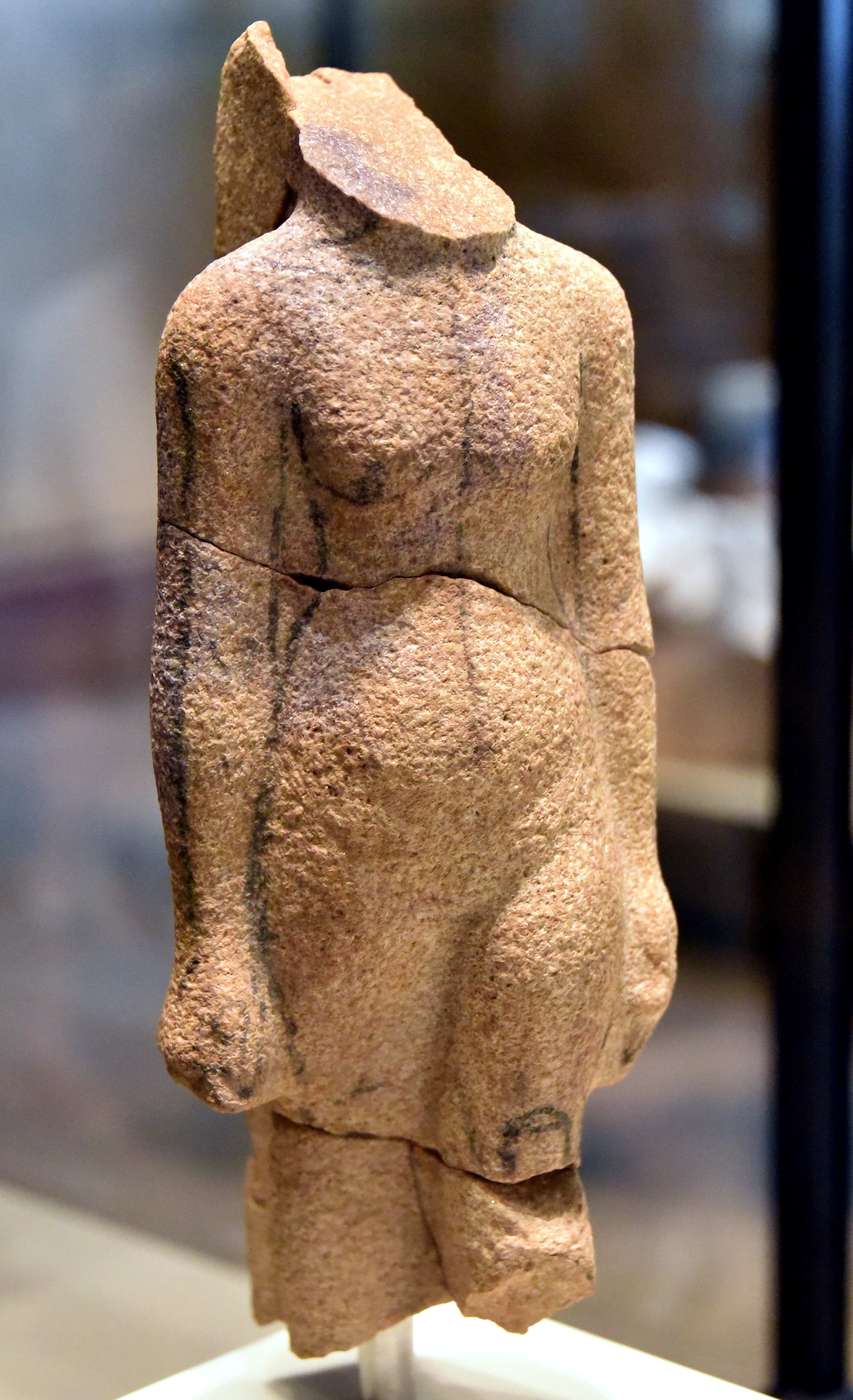
مجسمه ناتمام ملکه یا شاهزاده خانم آمارنا. از مصر، آمارنا، خانه P47.2، اتاق ۵. موزه Neues، برلین
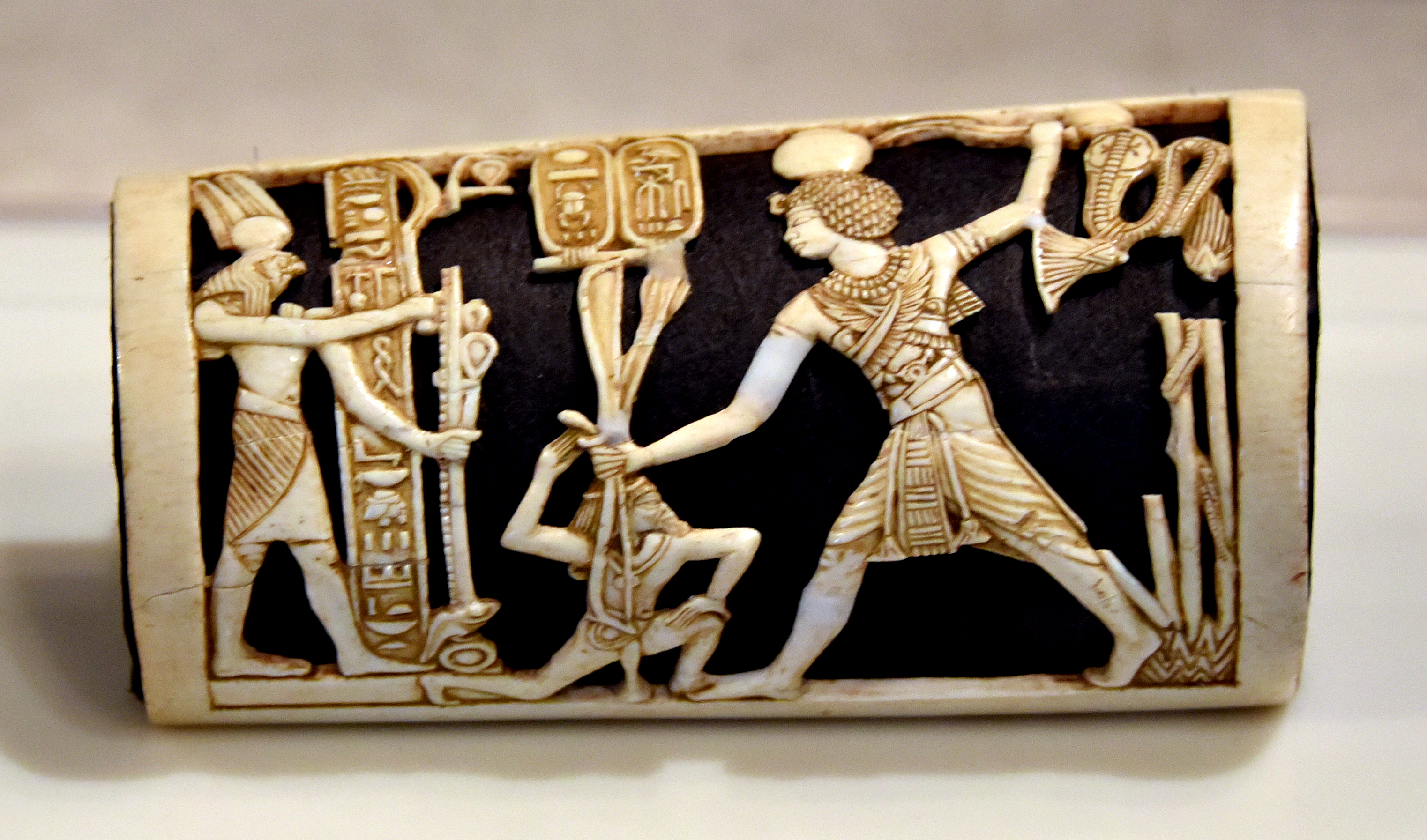
بریس فرعون توتموس چهارم. از آمارنا، خانه P 48.1، مصر. ۱۳۹۷-۱۳۸۸ ق.م. موزه Neues، برلین

## لینک به بیرون
- سایت رسمی: ساختار و اهداف Deutsche Orient-Gesellschaft
- تاریخچه جامعه شرقی آلمان